# Kamzíková
Kamzíková ulice je úzká, dvakrát zalomená ulička na Starém Městě v Praze, která spojuje pěší zónu v Železné Ulici s Celetnou ulicí. Vede kolem zadního traktu nejstarší univerzitní budovy, Karolina. Včetně průchodu Hrzánským palácem (tzv. Hrzánská pasáž) je dlouhá asi 120 m. 

## Historie a názvy
Ulička vznikla během 13. století,  ve 14. století se nazývala Pleierova podle majitele domu číslo 556/9 Oldřicha Pleiera. Rodina zámožných patricijů Pleierů vlastnila v Praze několik důmů a tvrz Hradištsko u Hostivic. Pozdější název ulice byl "Za Karolinem". Ačkoliv domovní znamení U kamzíka je doloženo od 17. století, název ulice "Kamzíková" (německy Gämser Gasse) je písemně doložen kolem roku 1800.

## Budovy, firmy a instituce
- Sixtův dům – Kamzíková 2
- Dům U Bílého kamzíka – Kamzíková 4,[2] v přízemí sídlí univerzitní "Kavárna U Rotlevů"[3]
- Dům U Bílého lva – Kamzíková 7 a Celetná 6[4]
- Palác Hrzánů z Harasova – Kamzíková 8 a Celetná 12
- Dům U Černého slunce – Kamzíková 9 a Celetná 8[5]
- Dům U Bílého páva – Kamzíková 10 a Celetná 10[6]